# فوررا
فوررا (به آلمانی: Vorra) یک شهر در آلمان است که در نورنبرگر لاند واقع شده‌است.